# 塔头镇
塔头镇，是中华人民共和国广东省揭阳市揭西县下辖的一个乡镇级行政单位。

## 行政区划
塔头镇下辖以下地区：
塔头社区、阔园村、阔西村、塔头村、新溪村、山寮村、保西村、顶埔村、大丰村、新园村、龙光村、锦龙村、旧住村、潭新村和潭溪村。